# 讷莱特
讷莱特（法語：Neulette，法語發音：[nølɛt]）是法国上法蘭西大區加来海峡省的一个市镇，属于蒙特勒伊区。

## 地理
讷莱特（50°22'54"N, 2°9'59"E）面积1.36 平方千米，位于法国上法蘭西大區加来海峡省，该省份为法国北部沿海省份，西北濒北海，南至索姆省，东临北部省。
与讷莱特接壤的市镇（或旧市镇、城区）包括：埃克利默、安库尔、努瓦耶尔莱于米埃尔、维勒曼。
讷莱特的时区为UTC+01:00、UTC+02:00（夏令时）。

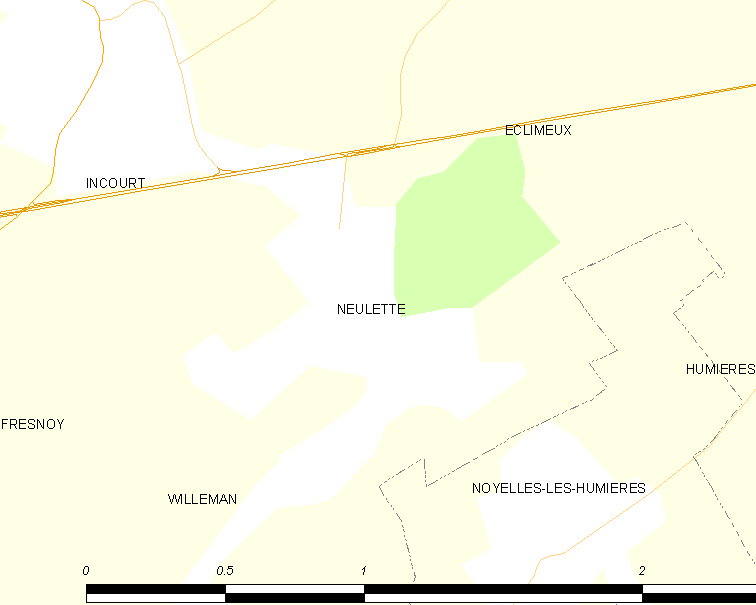
讷莱特的OSM定位图

## 行政
讷莱特的邮政编码为62770，INSEE市镇编码为62605。

## 政治
讷莱特所属的省级选区为欧克西堡县。

## 人口

1962-2008年间讷莱特人口变化图示

讷莱特于2022年1月1日时的人口数量为22人。